# Adams County, Nebraska
Adams County är ett administrativt område i delstaten Nebraska, USA. År 2010 hade countyt 31 364 invånare.  Den administrativa huvudorten (county seat) är Hastings.

## Geografi
Enligt United States Census Bureau har countyt en total area på 1 461 km². 1 459 km² av den arean är land och 2 km² är vatten.

### Angränsande countyn
- Clay County, Nebraska - öst
- Webster County, Nebraska - syd
- Kearney County, Nebraska - väst
- Buffalo County, Nebraska - nordväst
- Hall County, Nebraska - nord